# Kalghatgi
Kalghatgi is een panchayatdorp in het district Dharwad van de Indiase staat Karnataka. 

## Demografie
Volgens de Indiase volkstelling van 2001 wonen er 14.676 mensen in Kalghatgi, waarvan 51% mannelijk en 49% vrouwelijk is. De plaats heeft een alfabetiseringsgraad van 62%. 